# Xã Ravenna, Quận Dakota, Minnesota
Xã Ravenna (tiếng Anh: Ravenna Township) là một xã thuộc quận Dakota, tiểu bang Minnesota, Hoa Kỳ. Năm 2010, dân số của xã này là 2.336 người.